# Ken Howard
Kenneth Joseph "Ken" Howard, Jr. (El Centro, Califórnia, 28 de março de 1944 - 23 de março de 2016) foi um actor norte-americano mais conhecido por seus papéis como Thomas Jefferson no filme 1776 e como treinador de basquetebol do ex-jogador dos Chicago Bulls, Ken Reeves, no programa de televisão The White Shadow. Ele foi eleito presidente do Screen Actors Guild em Setembro de 2009.

## Filmografia
- Tell Me That You Love Me, Junie Moon - 1970
- Such Good Friends - 1971
- 1776 - 1972
- The Strange Vengeance of Rosalie - 1972
- The Court Martial of George Armstrong Custer - 1977
- Father Damien: The Leper Priest - 1980
- Victims - 1982
- The Country Girl - 1982
- Rage of Angels - 1983
- Second Thoughts - 1983
- The Thornbirds - 1983
- Pudd'nhead Wilson - 1984
- Rage of Angels: The Story Continues - 1986
- The Man in the Brown Suit - 1988
- Strange Interlude - 1990
- Oscar - 1991
- Murder in New Hampshire - 1991
- Mastergate - 1992
- Ulterior Motives - 1993
- Clear and Present Danger - 1994
- The Net - 1995
- Tactical Assault - 1999
- At First Sight - 1999
- A Vow To Cherish - 1999
- Perfect Murder, Perfect Town: JonBenet and the City of Boulder - 2000
- Double Dare - 2005
- Dreamer: Inspired By A True Story - 2005
- In Her Shoes - 2005
- Arc - 2006
- Michael Clayton - 2007
- Sacrifices of the Heart - 2007
- Rambo - 2008
- Grey Gardens - 2009
- The Numbers Game - 2010
- J. Edgar - 2011